# Léa Pool
Léa Pool (nacida el 8 de septiembre de 1950 en Soglio, Suiza) es una cineasta canadiense de origen suizo quien también ha enseñado cine en la Universidad de Quebec en Montreal. Su película de 1986 Anne Trister fue celebrada en el Festival de Cine Internacional de Berlín número 36.
Es hija de un judío polaco sobreviviente del Holocausto, mientras que su madre es suiza y cristiana. 
Emigró a Canadá en 1975. Es abiertamente lesbiana.

## Filmografía selecta
- Laurent Lamerre, portier (1978)
- Strass Cafè (1980)
- La Femme de l'hôtel (1984)
- Anne Trister (1986)
- À corps perdu (1988)
- La demoiselle sauvage (1991)
- Mouvements du désir (1994)
- Emporte-moi (1999)
- The Blue Butterfly (2004)
- Lost and Delirious (2001)
- Maman est chez le coiffeur (2008)